# 2 Andromedae

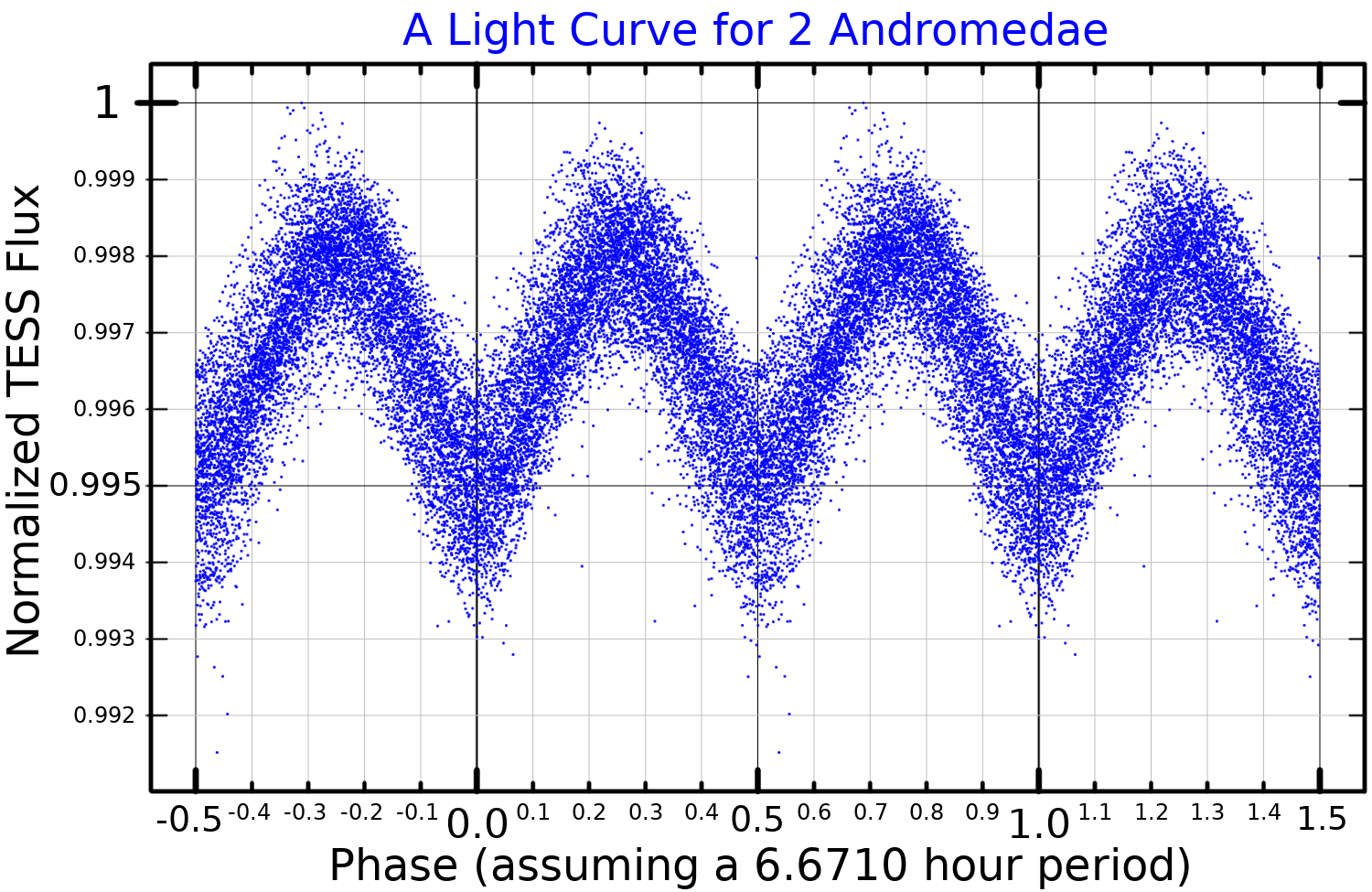
Curva de luz de 2 Andromedae produzida a partir de dados do Transiting Exoplanet Survey Satellite.

2 Andromedae, abreviado 2 And, é um sistema binário na constelação de Andrômeda. 2 Andrômeda é a designação de Flamsteed. É um sistema estelar fraco, mas visível a olho nu com uma magnitude visual aparente combinada de 5.09. Com base em uma mudança anual de paralaxe de 7,7, está localizada a 420 anos-luz de distância. A natureza binária da estrela foi descoberta pelo astrônomo americano Sherburne Wesley Burnham no Observatório Lick em 1889. Os dois orbitam um ao outro durante um período de 74 anos com uma alta excentricidade de 0,8. 
O componente principal de magnitude 5.26 é uma estrela de sequência principal do tipo A baseada em uma classificação estelar de A1V ou A2V, embora já possa ter saído da sequência principal. Foi identificado como uma estrela lambda boötiscandidata, mas isso foi descartado por Paunzen et al. (2003) como ele não corresponde às características típicas desses objetos. Embora 2 E não exiba um excesso infravermelho significativo, é uma estrela de concha que exibe diferentes características de absorção devido aos grãos de poeira circunstares. Isso pode indicar que ele tem um disco de detritos em órbita contendo gás que está sendo visto. A estrela tem cerca de 100 milhões de anos e está girando rapidamente com uma velocidade rotacional projetada de 212 km/s.
O companheiro secundário de magnitude 7,43, componente B, é uma estrela variável suspeita e pode ser uma variável Delta Scuti. Alternativamente, pode ser uma variável elipsoidal com um companheiro de anã marrom. É uma estrela de sequência principal do tipo F com uma classe de F1V/F4. 